# Ribeira de Frades
Ribeira de Frades ist eine portugiesische Ortschaft und ehemalige Gemeinde.

## Verwaltung
Die ehemalige Gemeinde (Freguesia) gehört zum Kreis (Concelho) von Coimbra. Die Gemeinde hatte eine Gesamtfläche von 5,9 km² und 1927 Einwohner (Stand 30. Juni 2011).
Im Zuge der administrativen Neuordnung in Portugal zum 29. September 2013 wurde Ribeira de Frades mit der Gemeinde São Martinho do Bispo zur neuen Gemeinde União das Freguesias de São Martinho do Bispo e Ribeira de Frades zusammengeschlossen. Hauptsitz der neuen Gemeinde wurde São Martinho do Bispo.